# Jankovich Miklós
Vadasi és jeszenicei Jankovich Miklós (Pest, 1772. január 2. – Pest, 1846. április 18.) könyv-, régiség- és műgyűjtő, történész, a Magyar Tudós Társaság tiszteleti tagja (1831). Kora legértékesebb magánkönyvtárának, levéltári és régiséggyűjteményének tulajdonosa, az 1810-es–1830-as évek tudományos közéletének jeles alakja, szenvedélyes történetbúvár volt. Jankovich Béla (1865–1939) oktatáspolitikus, közgazdász dédapja.

## Életútja
Kora műveltségére és tudományos eredményeire nyitott, nagybirtokos nemesi családban született, Jankovich Miklós jászkun kapitány és Beniczky Angelika gyermekeként. Alapiskoláit előbb a nemesi ifjaknak létrehozott váci Theresianumban, majd a pesti piaristáknál végezte el, ezt követően 1791-ig történelmet és jogot tanult a Pozsonyi Királyi Jogakadémián. 1793-tól Fejér vármegyében vállalt jegyzői hivatalt, de apja 1797. évi halála után a tisztviselői pályát elhagyta. Rácalmásra költözött, és testvéröccsével együtt kiterjedt birtokaik gazdasági ügyeit irányították. 1798-ban feleségül vette Rudnyánszky Antóniát, majd 1801 körül családjával együtt Vadaspusztán (ma Szalkszentmárton külterületi része) rendezkedtek be. Jankovich ekkor vette fel a vadasi előnevet is. A birtokok kezelése mellett gyűjteménye bővítésének és tudományos kutatásainak szentelte idejét.
1808-ban ismét hivatalra tett szert: a budai királyi kamara tisztviselői karában tevékenykedett mint titoknok. Csakhamar azonban végleg elidegenedett a közigazgatási pályától, 1810-ben búcsút mondott a kamarának, birtokai irányítását gazdatisztekre bízta, s egyre tevékenyebben vett részt a pest-budai tudományos és kulturális közéletben. 1814-ben felesége meghalt – három gyermeket hagyva maga után –, s Jankovich házasságra lépett a polgári származású Hauch Rozinával. A magyar kultúra és tudomány fejlesztésének anyagi támogatása és gyűjteményének bővítése erőn felüli anyagi kiadásokkal járt, a birtokain folyó termelés az 1810-es – 1820-as években zajló mezőgazdasági konjunktúrát követően válságon esett át, így a családot az eladósodás réme fenyegette. Anyagi helyzetüket javítandó Jankovich megválni kényszerült a gyűjteménytől, amelyet végül 1836-ban az országgyűlés vásárolt fel.
Jankovich ezt követően sem tudott ellenállni gyűjtőszenvedélyének, ami a család anyagi helyzetét még reménytelenebbé tette. Az 1844-es csődeljárás küszöbén megvételre ajánlotta második gyűjteményét is az országgyűlésnek, ám hamarosan teljes vagyonát zárgondnokság alá helyezték, ő maga 1845/1846 fordulóján súlyosan megbetegedett, és 1846 áprilisában meghalt.

## Munkássága
Jankovich Miklós 1817 után a Tudományos Gyűjtemény című folyóirat körül Pest-Budán kialakult szellemi műhely egyik meghatározó tagja volt. Tevékenyen közreműködött a Magyar Tudós Társaság és a Pesti Magyar Színház megalapításában, támogatta a nyelvújító mozgalmat, s gyakran anyagi áldozatokat is hozott a magyar tudomány és kultúra fejlesztéséért. 

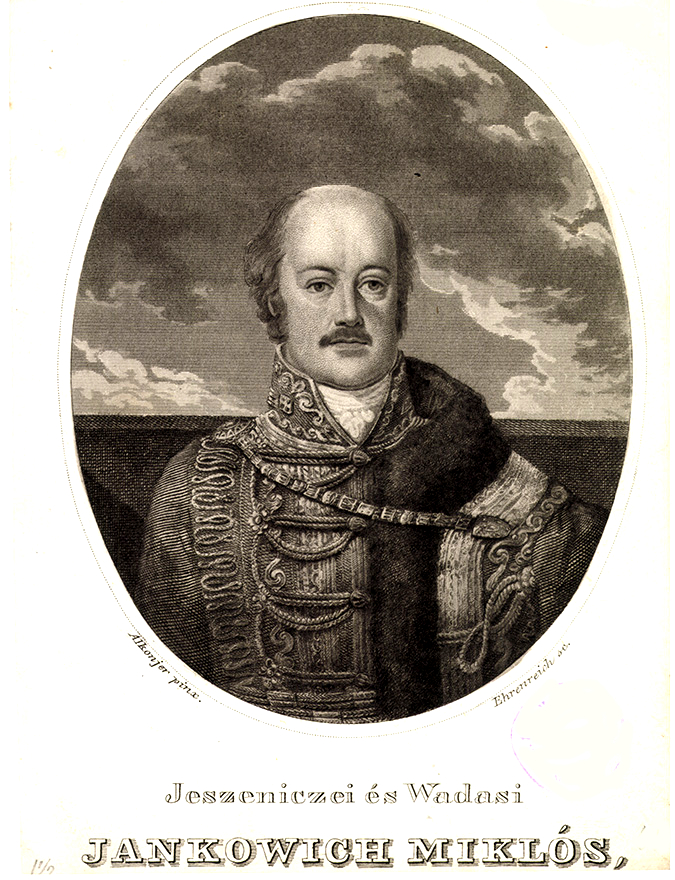
Jankovich Miklós

Cornides Dániel hatására az 1790-es évektől élete végéig szenvedélyesen gyűjtötte a könyveket, kódexeket, okleveleket, érméket, történeti tárgyi emlékeket, régészeti leleteket és műalkotásokat. 1836-ban az országgyűlés a Magyar Nemzeti Múzeum számára százötvenezer forintért felvásárolta a rendkívül értékes, 1833-ig létrejött az úgynevezett első Jankovich-gyűjteményt, amely 63 ezer kötetnyi könyvet, 1400 kódexet, 4000 oklevelet, 12 ív országgyűlési iratanyagot, továbbá számos festményt, érmét, ékszert, ötvösremeket és régi fegyvert foglalt magában. A gyűjtemény könyvtári része a mai Országos Széchényi Könyvtár állományát gyarapította. Az 1833 után kialakuló ún. második Jankovich-gyűjteményt halála után örökösei elárvereztették, s csak töredékei kerültek a Magyar Nemzeti Múzeumba. Képgyűjteményének darabjai napjainkban részben a Szépművészeti Múzeumban, részben a Magyar Nemzeti Galériában találhatók. 
Főként a gyűjteményében lévő könyv-, oklevél- és iratanyag kutatása alapján jelentek meg történeti – jellemzően művelődés- és nyelvtörténeti – adatközlései, valamint paleográfiai, kodikológiai, oklevéltani és éremtani közleményei a Tudományos Gyűjtemény mellett A’ Magyar Tudós Társaság’ Évkönyveiben. A Benepusztán feltárt honfoglaláskori temetkezési hely leletanyagát ő ismertette 1835-ben, szakszerűsége okán a legelső magyarországi régészeti leletleírások között tartják számon. Kéziratban maradt nagyszabású bibliográfiai munkája, a korábbi századokban megjelent mintegy harmincezer hungarikum, ősnyomtatvány és könyv betűrendi címleírása (Közönséges magyar könyvtár 1533–1830). Szintén kéziratban maradt népköltészeti gyűjtését (Nemzeti dalok gyűjteménye) az Országos Széchényi Könyvtár őrzi.

## Társasági tagságai és elismerései
1831-ben a Magyar Tudós Társaság tiszteleti tagjává választották, emellett tagja volt a Frankfurt am Main-i Történeti és Régészeti Társaságnak (Historisch-Archaeologische Gesellschaft Frankfurt am Main) és a Türingiai Régészeti Társaságnak (Archäologische Gesellschaft in Thüringen) is.

## Főbb művei
- Caius Sallustius Crispus Szent-Györgyi Gellért magyarázásával. Buda, 1812
- Magyar szó-nemzés ötven példákban. Pest, 1812
- De Fictitia Hungariae Corona in Gazophylacio Caesareo Vindobonensi seposita et Stephano Botskai erronee attributa. Budae, 1825 Online
- Angeli Decembris de Conditionibus Paces inter Alexandrum M. et Darium reges út apud Q. Curtium legitur Disputatio ex MSS. Budae, 1825
- Budán felfedezett gazdag sirbolt, melyben hihetőleg Katalin, Mátyás király első hitvessének, és Podiebrad György leányának teteme találtatott. Pest, 1827
- Értekezés Wenczel magyar királynak méltóképpen tulajdonítható, és esméretlen pénzeiről. Pest, 1827.
- András király eredeti arany bullájának a magyar palladiumának hibássan vélt feltalálásáról. Pest, 1828
- Werbőczi Istvánt igazságnak fényében. Pest, 1829
- Ó Gyallai Besse Jánosnak a magyarok hajdani lakhelyének felkeresésére, Kaukazus hegyekben tett utazásáról és tapasztalásairól négy jelentései. Pest, 1829
- A socinianusok eredetéről, Magyarországban volt ecclesiájokról: különösen pécsi prédikátorjok Válaszuti Györgynek Kewi Skaricza Máthéval 1588. eszt. tartott disputatiójáról. Pest, 1829
- Magyar hajdankor emlékeinek jeles gyűjteményét hazájának mély tisztelettel ajánlja. Pest, 1830 (A Jankovich-gyűjtemény tételes leírása)
- Szerencsétlen Brandenburgi Katalin herczegnének, Bethlen Gábor hitvesének fejedelmi emlékkönyvéről és életéről. Pest, 1830
- Magyar nyelvnek I. Ferdinand császár idejében, mostaninál gyakorlottabb voltáról. Pest, 1830
- Biblia tudni illik a szentírás különb és eredeti magyar fordításainak öt példái. Pest, 1834
- Egy magyar hősnek, hihetőleg Bene vitéznek, ki még a X század elején Solt fejedelemmel, Berengár császárnak diadalmas védelmében Olaszországban jelen volt, újonnan felfedezett tetemeiről és öltözetének ékességéről. in: A Magyar Tudós Társaság Évkönyvei 2 (1835)

## További irodalom
- Krompecher Bertalan: Jankovich Miklós irodalmi törekvései. Budapest, 1931
- Jankovich Miklós, a gyűjtő és mecénás, 1772–1846. Tanulmányok; szerk. Belitska-Scholtz Hedvig; Akadémiai, Bp., 1985 (Művészettörténeti füzetek)
- Az első Jankovich-gyűjtemény leírása
- Jankovich Miklós (1772–1846) gyűjteményei. Kiállítás a Magyar Nemzeti Galériában, 2002. november 28–2003. február 16.; szerk. kiállításrend. Mikó Árpád; MNG–Pannon GSM, Bp., 2002 (A Magyar Nemzeti Galéria kiadványai)
- Enyészetnek örvénnyéből ki ragadtam. Jankovich Miklós és kora; szerk. Csörsz Rumen István; Reciti, Budapest, 2023 (Reciti konferenciakötetek)
- Ébli Gábor 2005: Jankovich Miklós gyűjteményeinek mai múzeumi értelmezése. In: Az antrpologizált múzeum